# Antonio Luque Luque
Antonio Luque Luque (Málaga, 1958) es un empresario agrícola español. Ha sido secretario general y presidente de la cooperativa agroalimentaria Dcoop de Antequera (Málaga).

## Biografía
Nacido en Málaga en 1958, se formó como Ingeniero Agrónomo en la Universidad de Córdoba y se graduó en 1980. Casado y con tres hijos.

### Hojiblanca
En noviembre de 1987 se constituyó la S.Coop.And. Oleícola Hojiblanca de Málaga, entidad formada por 13 almazaras cooperativas del norte de la provincia de Málaga. Su primer presidente fue Juan Romero y en 2001 fue sustituido por José Moreno y su secretario general, Antonio Luque. La sede estaba en Antequera.
El 1 de noviembre de 2003, Oleícola Hojiblanca se fusionó con Cordoliva y dieron lugar a Hojiblanca S.Coop.And. Firman el protocolo de fusión los presidentes de Cordoliva SCA, Salvador Lovera Valls y SCA Oleícola Hojiblanca, José Moreno Moreno, que será el nuevo presidente de la entidad fusionada. Como secretario general continuaba Antonio Luque y como sede, Antequera

### Dcoop
En 2013 Hojiblanca S.Coop.And. se convierte en accionista de Deoleo SA, gigante del aceite con marcas como Carbonell, Koipe o Koipesol, que arrastra graves problemas de endeudamiento. Adquiere un 9,9% aproximadamente a cambio de la marca Hojiblanca y la planta de envasado de Antequera. La cooperativa aprovecha la fusión con Tierras Altas Aceite de Granada S.Coop.And. para dar cobertura legal al nacimiento de Dcoop S.Coop.And. Unos meses después, la entrada del grupo CVC en el capital de Deoleo SA en 2014 coge por sorpresa a la cooperativa andaluza, que vende a CVC su 10%. En 2014 Antonio Luque anuncia una facturación de la cooperativa cercana a los 600 millones de euros.

### Presidencia de la cooperativa
El 26 de junio de 2016, en las elecciones celebradas para elegir al Consejo Rector, Antonio Luque es elegido nuevo presidente de Dcoop. Le acompañan como vicepresidentes Cristóbal García Calleja, Gregorio Núñez González, José Consuegra Melgarejo y Ángel Villafranca Lara. Como secretario, Juan Ramón Bernal López. Dcoop factura en 2017 un total de 1 080 millones de euros.